# Eremochernes gracilipes
Espèce
Synonymes
- Chelifer gracilipes Redikorzev, 1922

Eremochernes gracilipes est une espèce de pseudoscorpions de la famille des Cheliferidae.

## Distribution
Cette espèce est endémique de Mongolie. Elle se rencontre dans le désert de Gobi.

## Publication originale
- Redikorzev, 1922 : Pseudoscorpions nouveaux. II. Ezhegodnik Zoologicheskago Muzeya, vol. 23, p. 257-272.